# Ladies Professional Golf Association
Женская профессиональная ассоциация гольфа (англ. Ladies Professional Golf Association, LPGA) — международная организация, занимающаяся проведением профессиональных турниров по гольфу среди женщин. Создана в 1950 году бывшими участницами Women’s Professional Golf Association при поддержке производителей снаряжения для гольфа.

## История
С начала XX века женский гольф рассматривался как популярное у зрителей и прибыльное для организаторов спортивное состязание. До определённого времени, однако, проводились только любительские соревнования, хотя женщины — профессиональные тренеры появились достаточно быстро. Согласно Британской энциклопедии, женские профессиональные турниры по гольфу проходили уже в 1920-е и 1930-е годы; согласно «Энциклопедии женщин в современном мире», первый такой турнир в США был учреждён во время Второй мировой войны, в 1943 году. В следующем году была основана Женская профессиональная ассоциация гольфа (англ. Women’s Professional Golf Association, WPGA), просуществовавшая до 1949 года. В годы её деятельности получили известность несколько ведущих гольфисток, включая Патти Берг, Луизу Саггс, Бетти Джеймсон и Бейб Захариас.
После того как WPGA была распущена, её лидеры вместе с ещё восемью игроками при поддержке фирм по производству инвентаря для гольфа основали новую лигу — Ladies Professional Golf Association, или LPGA (в первые месяцы существования носила название Ladies Professional Golf Players Association). Поначалу призовой фонд новой ассоциации был очень низким, и в целях экономии игроки сами занимались организационными вопросами. Вскоре, однако, в рамках профессионального тура была сформирована серия турниров Weathervane, включавшая четыре соревнования: призовой фонд каждого из них составлял 3000 долларов, а суммарная победительница получала ещё 5000. Этой финансовой поддержки оказалось достаточно, чтобы обеспечить существование LPGA на протяжении десятилетия.
В 1963 году Открытый чемпионат США по гольфу стал первым турниром LPGA, транслировавшимся по телевидению. С 1972 года титульным спонсором тура стала компания Colgate-Palmolive, обеспечившая ему финансовую стабильность. В период, когда пост комиссара LPGA занимал Тай Вото, количество турниров в туре выросло с 12 до 30, а призовой фонд увеличился на 64 %. К концу XX века он составлял 37 млн долларов в год. Под руководством следующего комиссара LPGA Каролин Бивенс под эгидой этой организации были созданы также тур Duramed Futures, включающий турниры для молодых гольфисток, ещё не достигших уровня основного тура, и Тур легенд для игроков-ветеранов. В то же время попытка ввести санкции против игроков (в том числе из стран Азии), не знающих английского, привела к конфликту и уходу ряда спонсоров. Этот уход и экономический кризис вызвали сокращение числа турниров в туре. В 2010 году Бивенс потеряла пост комиссара ассоциации после вотума недоверия со стороны игроков.
Престиж и интерес к соревнованиям LPGA поддеживались благодаря ведущим звёздам тура. В 1960-е годы в их число входили Кэти Уитворт, Мики Райт, Кэрол Манн, Сандра Хейни и Сандра Палмер. В это десятилетие начали выступления лидировавшие в 1970-е годы Джен Стивенсон, Джо-Энн Карнер, Эми Олкотт и Джуди Ранкин. Во второй половине 1970-х главной знаменитостью LPGA стала Нэнси Лопес, уже в свой дебютный сезон выигравшая 9 турниров, в том числе 5 подряд. В 1980-е и 1990-е среди игроков тура выделялись Бет Дэниел, Бетси Кинг, Пэтти Шиэн, Джули Инкстер и Лора Дэвис, а ближе к рубежу веков — Карри Уэбб, Пак Сери и Лорена Очоа. В начале XXI века в туре доминировала Анника Сёренстам, ставшая первой женщиной, набравшей 59 очков, а в 2003 году — первой со времён Бейб Захариас женщиной, принявшей участие в мужском турнире. В 2010-е годы внимание публики привлекли Морган Прессел и Мишель Ви.

## Современное состояние
В 2023 году тур LPGA включал 33 официальных турнира с общим призовым фондом 101,4 млн долларов. В числе турниров — пять «мейджоров», образующих «Большой шлем» женского профессионального гольфа: Открытый чемпионат США среди женщин (входит в тур LPGA с 1950 года), чемпионат Профессиональной ассоциации гольфа (1955), Chevron Championship (США, 1983), Открытый чемпионат Великобритании среди женщин (с 2001) и Evian Championship (Франция, 2013). С 1979 по 2000 год место Открытого чемпионата Великобритании в списке мейджоров занимал канадский турнир du Maurier Classic. Ещё два турнира-мейджора проводились до 1967 и 1972 года. Проводится также квалификационный тур Epson, из которого в основной тур ежегодно попадают десять лучших игроков. Под совместной эгидой LPGA и USGA действует национальная программа развития для девочек в возрасте от 7 до 17 лет Girls Golf.
Управляющий орган ассоциации — совет директоров из шести независимых директоров, семи директоров-игроков, национального президента профсоюза игроков и комиссара ассоциации.